# Iwan Korotkow
Iwan Iwanowicz Korotkow (ros. Иван Иванович Коротков, ur. 26 kwietnia?/8 maja 1885 w guberni włodzimierskiej, zm. 14 listopada 1949 w Moskwie) – radziecki polityk, członek KC RKP(b) (1922-1924).
W 1905 wstąpił do SDPRR, bolszewik, kilkakrotnie aresztowany, w latach 1913-1916 przebywał na zesłaniu, w 1917 członek Jarosławskiego Komitetu SDPRR(b). Od 1918 przewodniczący powiatowego komitetu RKP(b) i komitetu wykonawczego rady powiatowej, w 1920 zastępca przewodniczącego komitetu wykonawczego rady gubernialnej w Ianowie-Wozniesieńsku, od 1921 do sierpnia 1922 kierownik wydziału Iwanowo-Wozniesieńskiego Gubernialnego Komitetu RKP(b), od sierpnia 1922 do lipca 1923 sekretarz odpowiedzialny Iwanowo-Wozniesieńskiego Gubernialnego Komitetu RKP(b). Od 27 marca 1922 do 23 maja 1924 członek KC RKP(b), od 27 lipca 1923 do 10 marca 1924 kierownik Wydziału Organizacyjno-Instruktorskiego KC RKP(b), od 25 września 1923 do 23 maja 1924 zastępca członka Biura Organizacyjnego KC RKP(b), od 31 maja 1924 do 26 stycznia 1934 członek Centralnej Komisji Kontroli RKP(b)/WKP(b), od 2 czerwca 1924 do 26 stycznia 1934 członek Prezydium tej komisji. Od stycznia 1926 do 26 stycznia 1934 członek Kolegium Partyjnego Centralnej Komisji Kontroli WKP(b), od 10 lutego 1934 do 10 marca 1939 członek Komisji Kontroli Partyjnej przy KC WKP(b), w latach 1939-1944 dyrektor Państwowego Muzeum Sztuk Plastycznych im. Puszkina, następnie na emeryturze. Pochowany na Cmentarzu Nowodziewiczym.